# Grantley Goulding
Grantley Thomas Smart Goulding (Hartpury, 23 marzo 1874 – Umkomaas, 29 luglio 1947) è stato un ostacolista britannico.

## Biografia
Partecipò alle gare di atletica leggera delle prime Olimpiadi moderne che si svolsero ad Atene nel 1896, nei 110 metri ostacoli, vincendo la medaglia d'argento, con un tempo di 17"7, preceduto dal solo Thomas Curtis.

## Palmarès
| Anno | Manifestazione  | Sede  | Evento       | Risultato | Prestazione | Note |
| ---- | --------------- | ----- | ------------ | --------- | ----------- | ---- |
| 1896 | Giochi olimpici | Atene | 110 metri hs | Argento   | 17"7        |      |